# Большое Ситно
Большое Си́тно (бел. Вялі́кае Сі́тна) — деревня в Полоцком районе Витебской области Беларуси. Входит в состав Малоситнянского сельсовета.
Из-за сходства названия с Малое Ситно, иногда ошибочно считают поселением, образовавшимся на месте укрепления XVI века.

## География
Деревня расположена недалеко от границы с Россией. Ближайшие населённые пункты Осовцы, Получье, Ковали, Малое Ситно.

### Гидрография
На юго-западном берегу озера Ситно. Водоём входит в состав Республиканского ландшафтного заказника «Глубокое – Большое Островито».

## История
В 1906 году в Николаевской волости Полоцкого уезда Витебской губернии.

## Население
| 1999 | 2009 | 2019 |
| ---- | ---- | ---- |
| 38   | ↘27  | ↘17  |

## Улицы
- Большак
- Озёрная

## Известные лица
- Рудаков, Анатолий Родионович — советский и российский киноактёр, кинопродюсер.